# Orkaan Beta
Orkaan Beta was een tropische cycloon die op 26 oktober 2005 ontstond uit een tropische golf.

## Ontstaan en ontwikkeling
Dezelfde tropische golf die tropische storm Alpha had verwekt, zou ook Beta verwekken. Een deel van tropische golf, die op 21 oktober tropische depressie 25 verwekte, trok verder westwaarts en op de 25e begon de convectie zich te organiseren boven het zuidwesten van de Caribische Zee. De volgende dag op 26 oktober was het systeem voldoende georganiseerd om te promoveren tot tropische depressie 26 op ongeveer 160 km van de Panamese kust. Tropische depressie 26 trok aanvankelijk naar het noordwesten, maar kwam spoedig tussen hoge druk op middelgrote hoogte ten oostnoordoosten en een kleine trog van lage druk op middelgrote hoogte ten noordwesten. Als gevolg daarvan draaide tropische depressie 26 naar het noorden. Boven warm water van 29 °C en met weinig schering promoveerde tropische depressie 26 op 27 oktober tot tropische storm Beta. De schering was weliswaar niet groot, maar voldoende om Beta af te houden van verdere ontwikkeling. Echter na 36 uur verdween de schering en Beta promoveerde tot orkaan op 29 oktober terwijl hij rakelings langs het Colombiaanse eiland Providencia trok. Er ontstond op middelgrote hoogte een rug van hoge druk, die sterker werd en zich uitbreidde ten noorden en later noordwesten van Beta, zodat Beta naar het westen en zuidwesten werd geduwd.
Op 30 oktober bereikte Beta zijn hoogtepunt met windsnelheden van 185 km/uur en een minimale druk van 962 mbar, een orkaan van de derde categorie. Twaalf uur later op 30 oktober landde Beta op de kust van Nicaragua, nabij La Barra del Río Grande met windsnelheden tot 167 km/uur. Daarna draaide Beta weer naar het westen en verzwakte. Op 31 oktober loste Beta op boven de bergen van Centraal-Nicaragua. Beta brak het record uit 1969 van 12 orkanen in één seizoen (na de opwaardering van Cindy viel die eer te beurt aan Wilma) en was de zevende “majeure” orkaan (recordhouder is het seizoen 1950 met 8; dit is een van de weinige records, die het seizoen 2005 niet heeft kunnen evenaren). Over schade en slachtoffers van de ramp zijn nog geen definitieve cijfers beschikbaar. Maar er zijn geen slachtoffers gemeld. Op La Isla de Perovidencia konden de 5000 inwoners schuilen in schuilkelders in de heuvels van het eiland. Vele daken werden weggeblazen en zeker 30 mensen raakten gewond. In Nicaragua veegde Beta het dorp Sandy Bay van de kaart, de houten huizen van de ongeveer 3000 bewoners overleefden Beta niet. Veel woningen en gebouwen aan de kust liepen schade op. Ook in Honduras was er veel schade aan de infrastructuur, bruggen, wegen en telefoonleidingen, die werden beschadigd. De Hondurese voetbalbond gelastte alle wedstrijden af.